# Фил Морисон (редитељ)
Фил Морисон (енгл. Phil Morrison) амерички је редитељ и продуцент познат по филму Придошлица из 2005. године. 